# Zilda Arns
Zilda Arns Neumann (Forquilhinha, Santa Catarina, 25 de agosto de 1934 - Puerto Príncipe, Haití, 12 de enero de 2010) fue una médica pediatra y activista humanitaria brasileña, que fue nominada al Premio Nobel de la Paz en 2006.

## Biografía
Nació en una familia de trece hermanos, hijos de una pareja de inmigrantes alemanes, Gabriel Arns y Helena Steiner, provenientes de la región del río Mosela.
Hermana del cardenal Paulo Evaristo Arns, fue fundadora y coordinadora internacional de la Pastoral del Niño y de la Pastoral de la Persona Mayor, organismos de acción social de la Conferencia Nacional de los Obispos de Brasil (CNBB).
Falleció en el terremoto de Haití del 12 de enero de 2010 durante una misión humanitaria. Cinco años después de su muerte, la Arquidiócesis de São Paulo inició formalmente una investigación con el fin de iniciar un proceso de canonización.

## Honores

### Premios internacionales
Entre los premios internacionales recibidos por Zilda Arns Neumann, merecen destacarse:
- Opus Prize (EUA), en 2006;[4]
- Premio "Heroína de la Salud Pública de las Américas", concedido por la Organización Panamericana de Salud (OPAS), en 2002
- Premio Social 2005 de la Cámara de Comercio Brasil-España
- Medalla "Simón Bolívar", de la Cámara Internacional de Pesquisa e Integración Social, en 2000
- Premio Humanitario 1997 del Lions Club International;
- Premio  Internacional de la OPAS en Administración Sanitaria, en 1994
- Premio Rey Juan Carlos (Premio de Derechos Humanos Rey de España) poir la Universidad de Alcalá. Recibió ese premio el 24 de enero de 2005, de las manos del rey.[5][6]

### Premios nacionales
Se destacan:
- Diploma Mulher Cidadã Bertha Lutz, del Senado Federal, en 2005
- Diploma y medalla O Pacificador da ONU Sérgio Vieira de Mello, concedido por el Parlamento Mundial de Seguridad y Paz, en 2005
- Trofeo de Destaque Nacional Social, principal premio del evento As mulheres mais influentes do Brasil, promovido por la Revista Forbes de Brasil con el apoyo de la Gazeta Mercantil y del Jornal do Brasil, en 2004
- Medalla de Mérito en Administración, del Consejo Federal de Administración, en Florianópolis, Santa Catarina, 2004
- Medalha da Inconfidência, del Gobierno del Estado de Minas Gerais, en 2003
- Título Académico Honorario, de la Academia Paranaense de Medicina, en Curitiba, Paraná, 2003
- Medalla de la Abolición, concedida por la Universidad del Estado de Río Grande del Norte, en 2002
- Insignia de la Orden del Mérito Médico, en la clase de Comendador, concedida por el Ministerio de Salud, en 2002
- Medalla Mérito Legislativo Cámara de Diputados, en 2002
- Comendadora de la Orden del Mérito Judiciario del Trabajo, concedida por el Tribunal Superior do Trabalho, em 2002;
- Medalla Anita Garibaldi, concedida por el gobierno del Estado de Santa Catarina, en 2001
- Comendadora de la Ordem do Rio Branco, concedida por la Presidencia de la República, 2001
- Premio de Honor al Mérito de la Asamblea Legislativa de Santa Catarina, 2001
- Medalla de Mérito Antonieta de Barros, concedida por la Asamblea Legislativa de Florianópolis
- Premio de Derechos Humanos 2000 de la Asociación de las Naciones Unidas – Brasil, en 2000
- Premio USP de Derechos Humanos 2000 – Categoría Individual

En 2001, 2002, 2003 y 2005 la Pastoral de la Infancia y el Gobierno Brasileño la postulan al Premio Nobel de la Paz. En 2006 la Dra. Zilda fue indicada al Premio Nobel de la Paz, junto con otras 999 mujeres de todo o mundo seleccionadas por el Proyecto 1000 Mujeres, de la Asociación Suiza 1000 Mujeres al Premio Nobel de la Paz. 
También es ciudadano honorario de once estados brasileños: CE, RJ, PB, AL, MT, RN, PR, PA, MS, ES, TO; y, de treinta y dos municipios
Es doctora Honoris Causa de las siguientes universidades:
- Pontificia Universidad Católica de Paraná
- Universidad Federal de Paraná
- Universidad del Extremo Sur Catarinense de Criciúma
- Universidad Federal de Santa Catarina
- Universidad del Sur de Santa Catarina